# 孙衍庆
孙衍庆（1923年—2024年12月14日），男，山东福山人，中国胸心血管外科专家，曾任北京安贞医院院长、教授、博士生导师，第七、八届全国政协委员。